# Шон Гайнс
Шон Джозеф Гайнс (англ. Shawn Joseph Heins; 24 грудня 1973, місто Ігнвілль, провінція Онтаріо) — професійний канадський хокеїст, захисник. Під час своєї кар'єри виступав в клубах Національної хокейної ліги, в тому числі за Сан-Хосе Шаркс та Піттсбург Пінгвінс, Німецької хокейної ліги: Айсберен Берлін і Ганновер Скорпіонс та Національної ліги А «Фрібур-Готтерон».

## Ігрова кар'єра
Гайнс протягом двох років з 1991 по 1993 грав в хокейній лізі Онтаріо за клуби «Пітерборо Пітс» та «Віндзор Спітфаєрс». Також два сезони провів в другій канадській юніорській лізі за клуб «Ренфрю Тімбервулвз».
В сезоні 1995/96 Шон виступає за свій перший професійний клуб «Мобіл Містікс» з Хокейної ліги Східного узбережжя, виступаючи саме тут, він уклав контракт з клубом НХЛ «Сан-Хосе Шаркс». Спочатку Шон  в сезоні 1997/98 відіграв повний сезон в IHL за клуб «Канзас-Сіті Блейдс», набрав 50 очок (22 + 28) у 82 матчах. За збірну Канади провів більшу частину сезону 1998/99 років, 36 матчів та набрав 21 очко (5 + 16), а також дебютував у складі «Сан-Хосе Шаркс» (5 матчів).
За наступні три сезони Гайнс зіграв лише 80 матчів (був тривалий час травмований) та набрав 10 очок (3 + 7). У лютому 2003 року, «акули» дають дозвіл на перехід Шона до Піттсбург Пінгвінс. Там Гайнс закінчує сезон та переходить, як вільний агент до Атланта Трешерс — 17 матчів та чотири результативні передачі. Влітку Шон робить спробу повернутись в НХЛ, але Нью-Йорк Рейнджерс відмовляє йому в підписанні контракту і сезон він проводить в Американській хокейній лізі за клуб Чикаго Вулвс.
У 2004 році покинув північноамериканський континент та вирушає до Європи, де підписує контракт з клубом DEL Айсберен Берлін. В сезоні 2004/05 він стає чемпіон Німеччини. Незважаючи на великий успіх в кар'єрі, Шон покидає берлінський клуб та переходить до іншого клубу Німецької хокейної ліги Ганновер Скорпіонс. Починаючи з сезону 2006/07 він виступає за «Фрібур-Готтерон» у Національній лізі А, де він був капітаном команди з 2007 по 2010 роки.
3 грудня 2006 року встановив рекорд швидкості кидка шайби, що належав Чеду Кілгеру, його кидок досяг швидкості в 106 миль/год (186 км/год).
В квітні 2013 року отримав травму та виїхав до Флориди, щоб відновитися. Зрештою в 2013 році завершив ігрову кар'єру.

## Нагороди та досягнення
- Переможець Кубка Шпенглера 1998 у складі збірної Канади — 1998.
- АХЛ All-Star Classic — 2000.
- Чемпіон Німеччини у складі Айсберен Берлін — 2005.
- В команді усіх зірок Кубка Шпенглера 2009 у складі збірної Канади — 2009.